# Trittauer Schloss

Karte des Trittauer Schlossbereichs von 1650. Auf der nicht genordeten Karte befindet sich rechts der (nördlich gelegene) Mühlenteich, die linke Bildhälfte wird vom Lauf der (südlich fließenden) Bille durchschnitten

Das Trittauer Schloss war ein Schloss am Rande der heutigen Gemeinde Trittau im südlichen Schleswig-Holstein. Das Schloss ging aus einer mittelalterlichen Burganlage hervor und geriet später in den Besitz der Herzöge von Schleswig-Holstein-Gottorf. Es wurde wegen Baufälligkeit 1775 abgerissen.

## Geschichtlicher Überblick
Das Trittauer Schloss wurde 1326 durch den Grafen Johann III. von Holstein-Kiel als Wasserburg an der Bille gegründet. Die Burg diente der Sicherung des Grenzbereichs zwischen den schauenburgischen Gebieten Holsteins und dem nahen Herzogtum Sachsen-Lauenburg, wo es in dieser Zeit wiederholt zu gewaltsamen Konflikten mit dem Geschlecht der Scharpenbergs kam. Nach dem Aussterben der Schauenburger ging Trittau 1460 in den Besitz des dänischen Königshauses, das Holstein als Lehen verwaltete. Die Burg wurde während der Grafenfehde 1534 durch den Lübecker Feldherrn Marx Meyer erobert und nach dem Frieden von Stockelsdorf wieder an Dänemark zurückgegeben.
Im Zuge einer Erbteilung wurde Trittau 1544 zu einer Exklave des neu gegründeten Herzogtums Schleswig-Holstein-Gottorf. Herzog Adolf I. ließ wahrscheinlich um 1581 die alte Burg weitgehend abbrechen und ein neues Schloss in Stil der niederländischen Renaissance errichten, ähnlich dem Schloss im benachbarten Reinbek. Während des Dreißigjährigen Krieges wurde das Trittauer Schloss 1627 durch Tilly und Wallenstein eingenommen. Die Heerführer nahmen das Schloss zum vorübergehenden Hauptquartier für ihren Zug gegen Holstein, im umliegenden Gelände wurden über 30.000 Söldner einquartiert. Unter Herzog Friedrich III. beherbergte das Schloss 1657 König Karl X. Gustav von Schweden und 1659 den Kurfürsten Friedrich Wilhelm. Anschließend spielte es keine bedeutende Rolle mehr in der Landesgeschichte und diente, neben dem Schloss in Reinbek, als Sitz des Amtmanns. Im 18. Jahrhundert geriet Trittau – wie fast ganz Holstein – durch den Vertrag von Zarskoje Selo vollständig in dänische Hände. Für das mittlerweile baufällige Trittauer Schloss fand sich keine Verwendung mehr und es wurde 1775 abgebrochen.
Vom Schloss sind keine Reste mehr erhalten. Das einstige Schlossgebiet wird noch immer als Vorburg bezeichnet und die heutige Straße Zur Krim markiert den ungefähren Standort des Schlosses. Der Bereich der früheren Schlossinsel ist durch den umgebenden Baumbewuchs aus der Luft noch zu erkennen, wenngleich die Wassergräben heute nicht mehr existieren.